# Casa Vender
Casa Vender è un palazzo di Brescia, situato in piazza della Loggia a sud del Palazzo della Loggia, quasi all'incrocio con corsetto Sant'Agata.

## Storia
L'edificio risale molto probabilmente al XV secolo e rimase per secoli di proprietà della famiglia Vender, ricchi mercanti bresciani di tessuti e lane.
Con la demolizione del quartiere delle Pescherie operata durante la prima metà del XX secolo per il risanamento del centro storico cittadino, operazione dalla quale nascerà piazza della Vittoria, il fabbricato rischia a più riprese la demolizione, fino ad essere salvato in extremis a sventramenti già operanti.
Dopo la demolizione degli edifici retrostanti, il retro del palazzo viene delicatamente inglobato nel nuovo fronte stradale di via Alessandro Volta, mentre il prospetto sulla piazza rimane inalterato. L'edificio è oggi suddiviso in una serie di spazi a destinazione residenziale e commerciale.

## Descrizione
Dopo lo sventramento delle Pescherie e la perdita delle testimonianze che ancora esistevano nel quartiere, casa Vender è uno dei pochissimi fabbricati del centro storico cittadino a preservare intatti gli elementi tipici dell'architettura privata quattrocentesca bresciana.
Si sviluppa su tre piani più il pianterreno e presenta semplici finestre senza cornice. Peculiarità dell'epoca sono i balconcini in
ferro battuto a primo piano e, in modo particolare, la cosiddetta "baltresca" che corona l'edificio, un tempo assai diffusa e oggi quasi scomparsa.

### Gli affreschi esterni
Altra caratteristica notevole dell'edificio è la presenza di lacerti di affreschi, ulteriore testimonianza di quella Brescia "urbs picta" (città dipinta) dove la maggior parte dei fronti stradali degli edifici, pubblici e privati, ricchi e poveri, presentava una continua e variata decorazione pittorica, ormai largamente perduta e spesso conservata, come in questo caso, solo sotto forma di tracce.
Gli affreschi dovevano ricoprire completamente entrambi i fronti del palazzo su Piazza della Loggia e su via XXIV Maggio. Nei frammenti, che comunque non consentono una lettura organica e continua delle scene rappresentate, si distinguono soggetti mitologici, in particolare un centauro nel fronte sulla piazza, inquadrati in cornici e finte architetture di gusto classicheggiante ma fantasioso, similmente ad altri esempi di pittura muraria pubblica presenti nel centro storico cittadino.
Gli intradossi delle finestre e le lunette presentano invece una decorazione a festoni vegetali tipicamente tardo trecentesca o quattrocentesca.